# Сурков, Василий Иванович
Васи́лий Ива́нович Сурко́в (10 февраля 1925 года — 13 сентября 1943 года) — участник Великой Отечественной войны, автоматчик 975-го стрелкового полка 270-й стрелковой дивизии 43-й армии Калининского фронта, Герой Советского Союза (1944), красноармеец.

## Биография

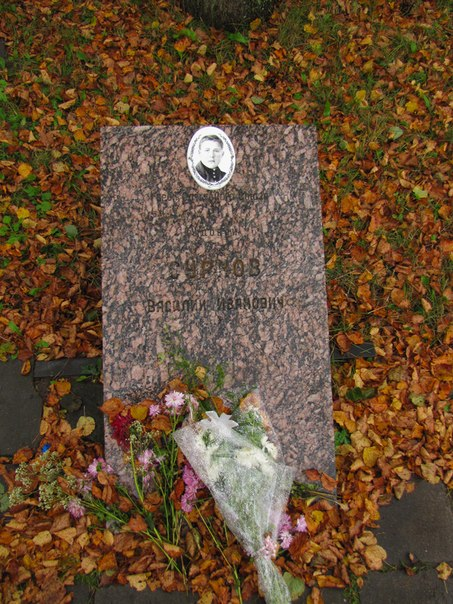
Могила Суркова в Демидове

Родился 10 февраля 1925 года в селе Владимировка ныне Хворостянского района Самарской области в семье крестьянина. Русский. Окончил 7 классов, выпускник Обшаровской школы механизации. Работал в МТС и колхозе. Член ВЛКСМ.
В РККА с февраля 1943 года. Учился в Куйбышевском пехотном училище, которое не окончил ввиду отправки на фронт.
В боях Великой Отечественной войны с 1 августа 1943 года. Сражался на Калининском фронте. Участвовал в Духовщинской наступательной операции.
Автоматчик красноармеец В. И. Сурков в районе деревни Тарасово (Духовщинский район Смоленской области) 13 сентября 1943 года в критический момент боя бросился к ведущему огонь пулемёту противника и закрыл его своим телом. Ценою жизни способствовал выполнению боевой задачи ротой.
Указом Президиума Верховного Совета СССР от 4 июня 1944 года «за образцовое выполнение боевых заданий командования на фронте борьбы с немецко-фашистскими захватчиками и проявленные при этом мужество и героизм» красноармейцу Суркову Василию Ивановичу присвоено звание Героя Советского Союза (посмертно).
Похоронен в городе Демидове Смоленской области.

## Память
- Приказом Министра обороны СССР В. И. Сурков навечно зачислен в списки воинской части.
- Именем В. И. Суркова на родине названы две школы.
- На улице имени Суркова в Демидове установлена мемориальная доска.
- В селе Владимировка — памятник.
- В селе Борок Духовщинского района — обелиск.
- Имя Суркова носит профтехучилище № 6 (ныне Обшаровский государственный техникум) в Самарской области.

## Награды
- Медаль «Золотая Звезда»;
- орден Ленина.